# Leif Eriksson
Leif Eriksson, ve staré severštině Leifr Eiríksson, zmiňovaný též jako Leif den Lykkelige (a v českém překladu Leif Šťastný) (někdy mezi 970 a 980 Island nebo Grónsko – cca 1020 neznámo kde) byl norský Viking, první doložený evropský objevitel Ameriky.
Byl synem Erika Rudého, který kolonizoval Island a Grónsko. Podle ság kolem roku 1000 koupil Leif loď od Bjarniho Herjolfssona, a vydal se s dalšími mladíky najít zemi, kterou Herjolfsson na západě spatřil. Propátrali část pobřeží Severní Ameriky a přezimovali v zemi, kterou nazvali Vinland – Země pastvin (nebo také Země vína). Podle archeologických výzkumů se patrně jednalo o ostrov Newfoundland, v jehož severní části byla osada, odpovídající popisům ság, nalezena. Objevil ji v roce 1960 norský badatel Helge Ingstad u dnešního L'Anse aux Meadows.
Podle jiných ság se Leif Eriksson na královský příkaz věnoval šíření křesťanství v Grónsku, kde díky jeho matce vznikl nejstarší kostel tohoto ostrova.
Informace jsou kusé a pocházejí ze ság, zapsaných až o dvě století později.
Během své plavby objevil zemi zvanou Helluland – Země plochých kamenů (dnešní Baffinův ostrov) a ještě Markland – Země hlubokých lesů (dnešní Labradorský poloostrov). Při svých plavbách neputoval do vnitrozemí, ale držel se při pobřeží. Sem tam vystoupil se svou posádkou z lodí, aby doplnil zásoby. Poznal také místní obyvatele Inuity a indiány.